# 九〇式二十四糎列車加農
九〇式二十四糎列車加農（きゅうまるしきにじゅうよんせんちれっしゃかのん）は、1920年代後期から1930年代初期にかけて開発・採用された大日本帝国陸軍の列車砲（加農）。
本砲は最大射程50,120m(50.12km)を誇り、この性能はのちに登場する大和型戦艦の四十六糎砲の42,000m(42km)を凌駕するなど、日本軍では最大射程の火砲であると同時に唯一の列車砲であった。

## 開発

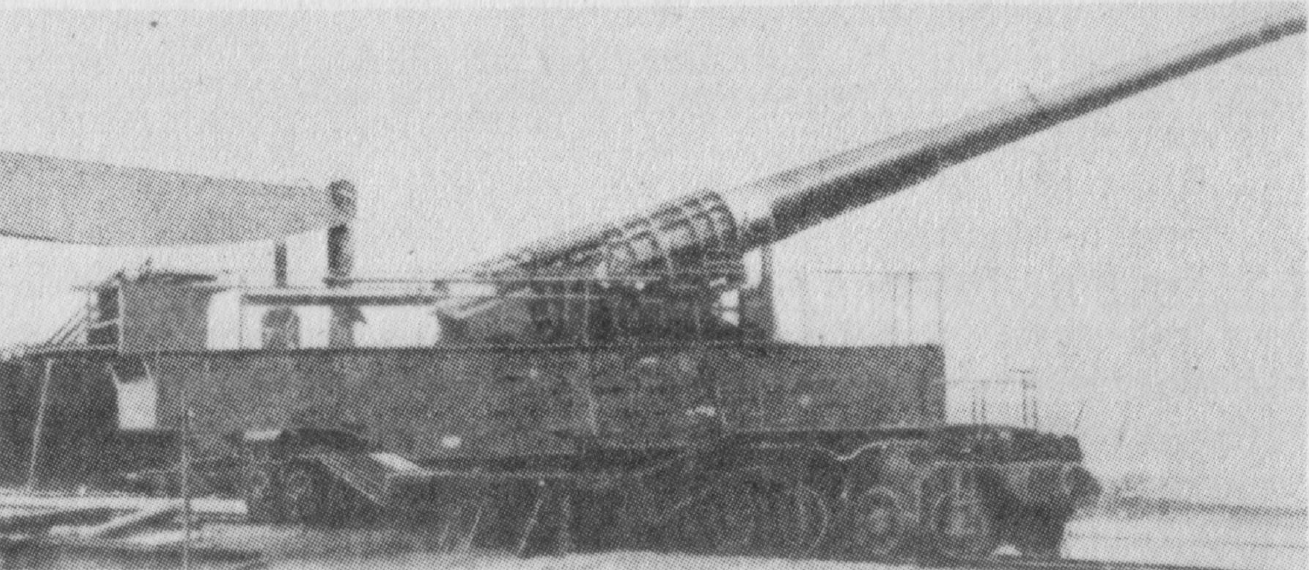
仰角をとった24cm列車砲

第一次世界大戦中、鉄道網の発達したヨーロッパ諸国の陸軍では、長射程の海岸砲や旧式となった艦砲を鉄道車両に搭載し、そのまま動く砲台・「列車砲」として使用していた。日本陸軍においても、当時は鉄道網がそれほど発達していなかった国内よりも、広大な満州方面において短時間で移動し、遠距離から長射程の加農で当時の仮想敵国・ロシア帝国（後のソビエト連邦）の拠点を攻撃しうる兵器として列車砲に着目し、研究を開始していた。
第一次大戦後、火砲製造の老舗であるフランスのシュナイダー社から新型列車砲の売り込みがあり、陸軍は東京湾要塞の備砲（要塞砲）として、また兵器技術向上のための特別研究費で1門の購入を決定し1926年（大正15年）に契約が締結、1929年（昭和4年）3月に日本に到着した。組み立てを経た本砲は1931年（昭和6年）、九〇式二十四糎列車加農として制式制定された。なお、フランスで製造・輸入されたのは砲身部分だけで、車体や電源車などは日本で開発・製造されたものである

### 特徴
射撃に際しては線路の両側に砲架から支柱を張り出し、これを木製の台で固定した。砲の操作は砲車に随伴する電源車から供給される電力によって行われた。また、水圧と空気圧の二重後座方式を採用しており、射撃直後に砲身が後退するとともに、砲を支える小架が大架に対して後退する設計となっていた。

## 実戦
制式制定後は数度にわたって各種試験が行われた。その後は千葉県富津市の陸軍技術本部富津射場に保管され長らく東京湾の防備に充てられていたが、太平洋戦争（大東亜戦争）開戦前、長大な満ソ国境において唯一シベリア鉄道を視認できる戦略拠点でもあった関東軍の最重要要塞のひとつ、虎頭要塞の第4国境守備隊砲兵隊（のちに第15国境守備隊砲兵隊に改編）戦力増強のため、日本軍火砲中最大射程を誇る本砲ならびに、口径・重量ともに日本軍最大クラスの火砲である試製四十一糎榴弾砲の転用が決定した。
1941年（昭和16年）末、分解された本砲は東海道本線を経て鉄道輸送され、神戸港にて試製四十一糎榴弾砲とともに貨物船「辰福丸」に積載、大連港にて陸揚げされ1942年（昭和17年）1月には南満州鉄道（満鉄）線上で組立と運行試験が行われた（1938年（昭和13年）、満鉄にて使用するための広軌台車が製造されている）。虎頭要塞に配備された本砲は同要塞の七年式三十糎長榴弾砲・四五式二十四糎榴弾砲・九六式十五糎加農・四五式十五糎加農ら要塞砲とともにソ連労農赤軍に備えることとなった。
1945年（昭和20年）8月9日、ソ連対日参戦によりソ連軍が満州に侵攻し同地では虎頭要塞の戦いが勃発するが、本砲は通化への移動のため分解されており応戦することはできなかった（試製四十一糎榴弾砲など他の要塞砲は応戦）。
戦後は試製四十一糎榴弾砲などと同じく敗戦に際してソ連軍に接収されたものとされている。